# Француска бригада Либерте
Француска бригада „Либерте” формирана је од бивших француских ратних заробљеника крајем априла 1945. године у саставу Народноослободилачке војске Југославије. Командант бригаде био је Морис Колан, а политички комесар Луј Гарње.

## Позадина: француска чета
Од једне групе француских и луксембуршких радника који су радили у Јасеницама у Словенији, ослобођених средином 1944. године, који су се прикључили НОВЈ, формирана је Француска партизанска чета. Имала је око 80 бораца. Од 20. јула 1944. припадала је 16. словеначкој бригади 31. дивизије. Међутим, она није дуго остала, већ је највећи део њеног људства пребачен у Француску.

## Француска бригада
Француску бригаду чинили су француски политички затвореници (углавном комунисти) које су нацисти заточили у логору Љубељ. Логор Љубељ био је испостава логора Маутхаузен. Логор у Љубељу основан је у циљу прокопавања тунела кроз Караванке како би се избегао тешко проходни превој Љубељ (на граници Словеније и Аустрије). Нацисти су користили робовски рад логораша Маутхаузена у Љубељу. Кроз логор Љубељ прошло је око 1.800 логораша. Најбројнији (око 800) били су Французи, потом Пољаци (450), затим заробљени совјетски црвеноармејци (188), али и 144 Југословена (углавном Словенци) као и логораши из других европских земаља (Мађарска, Холандија, Грчка, Белгија, Луксембург, Чехословачка). 
Дана 8. маја 1945. јединице Југословенске армије ослободили су логор и логораше које Немци нису евакуисали. У ослобађању логораша учествовала је и једна слабо позната специјална јединица британске војске. Реч је о Попскијевој приватној војсци (Popski's Private Army) којом је командовао Владимир Пењакоф, британски држављанин руско-јеврејског порекла. Један део логораша добровољно је приступио партизанима, а затим је формирана бригада „Либерте”. Она је најпре била у саставу партизанске команде Бистрица на Рожу (Корушка), а затим у саставу 16. дивизије 3. армије ЈА. Имала је 106 бораца. Расформирана је 4. јуна 1945. и њено људство репатрирано је у Француску.